# Valentina Berezoutskaïa
Valentina Berezoutskaïa, née le 27 juillet 1931 à Spasskoïe (ru) (Oblast de Koursk en RSFS de Russie) et morte le 31 janvier 2019 à Moscou, est une actrice soviétique puis russe de théâtre et de cinéma. Connue comme étant la « reine des seconds rôles », elle est faite Artiste émérite de Russie en 1992 et lauréate du prix Nika de la meilleure actrice pour son rôle dans Les Petites Vieilles (2003),.

## Filmographie
- 1956 : Le Noeud serré (Тугой узел) de Mikhaïl Schweitzer
- 1963 : Une histoire vraie (Непридуманная история) de Vladimir Guerassimov
- 1965 : Opération Y et autres aventures de Chourik (Операция «Ы» и другие приключения Шурика) de Leonid Gaïdaï
- 1966 : Le Coup de pistolet (Выстрел) de Naoum Trakhtenberg
- 1967 : Le Royaume des femmes (Бабье царство) d'Alekseï Saltykov
- 1967 : La Fin de "Saturne" (Конец «Сатурна») de Villen Azarov
- 1969 : Attention, tortue (Внимание, черепаха!) de Rolan Bykov
- 1969 : Directeur (Директор) d'Alekseï Saltykov
- 1970 : Le Train du lendemain (Поезд в завтрашний день) de Villen Azarov
- 1971 : Télégramme (Телеграмма) de Rolan Bykov
- 1976 : Parole à la défense (Слово для защиты) de Vadim Abdrachitov
- 1976 : Les Orphelins (Подранки) de Nikolaï Goubenko
- 1978 : Sibériade (Сибириада) d'Andreï Kontchalovski
- 1978 : La Citoyenne Nikanorova vous attend (Вас ожидает гражданка Никанорова) de Leonid Mariaguine
- 1980 : Père et fils (Отец и сын) de Vladimir Krasnopolski, Valeri Ouskov
- 1981 : Un ami malvenu (Незваный друг) de Leonid Mariaguine
- 1981 : La Réplique (Ответный ход) de Mikhaïl Toumanichvili
- 1981 : La Parentèle (Родня) de Nikita Mikhalkov
- 1989 : Les Bulles de champagne (Брызги шампанского) de Stanislav Govoroukhine
- 1992 : Encore, toujours encore ! (Анкор, еще анкор !) de Piotr Todorovski
- 1997 : Le Voleur et l'enfant (Вор) de Pavel Tchoukhraï
- 2000 : Tikhie Omouty (Тихие Омуты) d'Eldar Riazanov
- 2002 : Amoureusement, Lilia (С любовью, Лиля) de Larissa Sadilova
- 2003 : Les Petites Vieilles (Старухи) de Guennadi Sidorov
- 2005 : Menu fretin (Мелюзга) de Vladimir Morozov
- 2011 : Les Yeux du chien (Собачьи глаза) de Guennadi Sidorov
- 2013 : Roman avec cocaïne (Роман с кокаином) de Guennadi Sidorov